# Geeto Mongol
Newton Tattrie (Springhill, 12 de julio de 1931-Virginia Beach, 19 de julio de 2013) fue un luchador profesional canadiense, más conocido por su nombre en el ring, Geeto Mongol (también escrito Geto Mongol).
Tattrie comenzó su carrera en la década de 1960 trabajando para la promoción Stampede Wrestling de Stu Hart en Calgary, Alberta, Canadá. Durante su carrera, Tattrie luchó en todo el mundo, luchando por promociones en los Estados Unidos y Canadá, África, Japón, Singapur y Puerto Rico. También compitió en la World Wide Wrestling Federation. Hizo equipo con Josip Peruzovic como The Mongols, y la pareja obtuvo dos veces el Campeonato Internacional en Parejas de la WWWF. Tattrie luego obtuvo el título una vez más mientras formaba equipo con Johnny DeFazio.

## Carrera en lucha libre profesional

### Primeros años
Nacido en Springhill, Nueva Escocia, Canadá en 1931, Tattrie se escapó de casa cuando solo tenía 12 años. Se dirigió a Toronto y vivió en las calles durante la Segunda Guerra Mundial. Estaba muy interesado en el boxeo y una vez se encontró accidentalmente con un gimnasio de lucha libre que pensó que era de boxeo. Fue allí donde conoció al luchador Dave "The Wildman" McKigney, quien se ofreció a entrenar con él. Otro luchador que conoció en el gimnasio, Waldo Von Erich, puso a Tattrie en contacto con la World Wide Wrestling Federation (WWWF), donde luchó durante un tiempo como Tony Newbury. En 1963, llevó su oficio a Calgary, Alberta, Canadá, donde continuó entrenando y trabajando para Stampede Wrestling de Stu Hart.

### The Mongols
Mientras trabajaba en Stampede Wrestling, para Stu Hart, Tattrie conoció a Josip Peruzovic (mejor conocido más tarde en la lucha libre profesional como Nikolai Volkoff). Tattrie tomó a Peruzovic bajo su protección como protegido y junto a Stu Hart entrenó al hombre que no habla inglés y pesaba 315 libras para convertirse en un luchador profesional. Tattrie se hizo conocido como Geto Mongol y Peruzovic como Bepo Mongol; juntos eran The Mongols, quienes tenían el gimmick de ser mongoles. Tenían una apariencia muy poco ortodoxa, con cabezas calvas y pequeños «cuernos» de pelo en la parte superior del cráneo.
Después de conocer al que sería su compañero de equipo, Bepo Mongol, Tattrie regresó a la WWWF cuando The Mongols fueron llevados a los Estados Unidos en 1968. Para 1970, Tattrie era un hombre muy ocupado. De 1971 a 1972 dirigió el territorio de Pittsburgh, que trabajó en estrecha colaboración con la WWWF de Vincent J. McMahon. Construyó una casa en Pittsburgh y continuó luchando, usando a Ace Freeman como promotor principal, para no confundir a los fanáticos. En 1972, Bepo emprendió una carrera en solitario para convertirse en Nikolai Volkoff y Geto (Tattrie) vendió su promoción a Pedro Martínez. También fue en este momento que Newton Tattrie aprendió a leer, después de pasar años «fanfarroneando».
Mientras competían en la WWWF, The Mongols ganaron el Campeonato Internacional en Parejas de la WWWF de manos de Tony Marino y Víctor Rivera el 15 de junio de 1970. Mantuvieron los cinturones durante poco más de un año antes de perderlos ante Bruno Sammartino y Dominic DeNucci el 18 de junio de 1971. The Mongols recuperaron el título en una revancha al mes siguiente y lo mantuvieron hasta perderlos el 12 de noviembre ante Luke Graham y Tarzan Tyler. Geto ganó el campeonato una vez más, cuando hizo equipo con Johnny DeFazio para ganar los cinturones el 18 de diciembre de 1972. Mantuvieron los cinturones hasta que la promoción cambió de propietario y el título quedó vacante.

### Carrera posterior
Tattrie pasó a entrenar a jóvenes aspirantes a la lucha libre, incluido Bill Eadie (más tarde conocido como The Masked Superstar y Ax de Demolition). Eadie se unió a Tattrie para dar lugar a una nueva encarnación de The Mongols en el circuito de lucha libre japonés, con Eadie siendo dado el nombre de Bolo Mongol. En 1975, el dúo trabajó para la promoción outlaw IWA, donde ganaron su título mundial en parejas. En 1982, al tener dificultades para levantarse de la cama, Newton Tattrie se retiró de la competencia activa, pero fue visto en televisión en 1983 en World Class Championship Wrestling.

## Muerte
Murió en 2013 en Virginia Beach, donde había residido en su vida posterior.

## En lucha
- Mánagers
  - Captain Lou Albano[2]
  - Tony Angelo[2]
  - George Cannon[2]
  - Great Malenko[2]

## Campeonatos y logros
- NWA Detroit
  - NWA World Tag Team Championship (Detroit version) (1 vez) - con Bolo Mongol[7]
- National Wrestling Federation
  - NWF World Tag Team Championship (2 veces) - con Bepo Mongol (1) y JB Psycho (1)
- International Wrestling Association
  - IWA World Tag Team Championship (2 veces) - con Bolo Mongol
- World Wide Wrestling Federation
  - WWWF International Tag Team Championship (3 veces) - con Bepo Mongol (2)[4] y Johnny DeFazio (1)